# 上帝模擬遊戲
上帝模擬遊戲（God game），屬於建造與經營模擬遊戲類型，指玩家扮演类似神的角色，可使出有神性的超自然現象力量的遊戲，而不能直接控制己方的生命。
許多上帝遊戲沒有明確的勝利條件，取而代之的是玩家需挑戰，去達成某些任務或維持關卡等級獲得成功。因為沒有最終目的，這種遊戲往往比其他類型遊戲有更多的自由度。
全球許多知名製作此類型遊戲的遊戲程式設計師，像是彼得·莫利纽兹（上帝也疯狂、主题公园、地下城守护者、黑与白）、席德·梅爾（文明系列）或威爾·萊特（模擬城市、模擬市民、Spore）。

## 遊戲設計
上帝遊戲的特色是玩家可選擇施展奇蹟或降下災難的方式，藉此干預遊戲中的世界，而並非只是漫無目的的持續發展。不同於一般的策略遊戲，玩家不能夠直接控制遊戲世界的模擬居民，而且不只是影響世界，還要在沒有直接控制他們的情況下，影響其主體。通常遊戲操控的最低限度指令為「點擊－選取－指令」（click-select-order）。除了一些例外，上帝遊戲往往傾向於大規模操作，玩家可控制或影響到整個領域，陸塊或世界，並且多為高度俯視觀點。
代表作品《善與惡》遊戲裡，創新以及劃時代的界面設計，玩家透過“上帝之手”（Hand of God）與遊戲世界互動，藉此移動或改變世界的樣貌，甚至可以抓取村民（不過對於村民通常是一個驚嚇的過程）。遊戲為施展神蹟，玩家得在遊戲過程累積膜拜能量，膜拜可換取法力，再經由手勢軌跡創造奇蹟。另外一種遊戲《模擬市民》，則採用傳統界面，通過平視顯示器圖標，來指示模擬小人的慾望。而《上帝也瘋狂》遊戲則是操控一個具有法力的「祭司」，而以成為神為最終目的。
在上帝遊戲裡，遊戲世界一般會相對自我維持且延續發展，可以確定的是，不應以「沒有獲勝或失敗」情況來定義任何遊戲。不然誰會找來威爾·萊特，此領域最知名的遊戲設計師來製作遊戲而不是玩具，發行的《模擬市民》和《Spore》都是著名代表作。

## 相關上帝模擬遊戲
- 上帝也瘋狂系列（Populous）
- 模擬地球（SimEarth: The Living Planet）
- 模擬生命（SimLife）
- 善與惡（Black & White）
- Globulation 2

## 外部連結
- A list of god games according to ODP
- An article explaining what are god games （页面存档备份，存于）
- A simple definition of a god game with examples